# Acaulon schimperianum
Acaulon schimperianum là một loài Rêu trong họ Pottiaceae. Loài này được (Sull.) Sull. mô tả khoa học đầu tiên năm 1856.